# Anders And & Co.
| Portal | Portal:Disney |

Anders And & Co. er et månedligt blad udelukkende med tegneserier med Walt Disneys figurer, og var det første af sin slags i Danmark. I vores nabolande, Sverige og Norge, blev bladet allerede lanceret som henholdsvis Kalle Anka  og Donald Duck i 1948, men på grund af papirmanglen i Danmark efter krigen, måtte danskerne vente til marts 1949, før de også kunne læse med. Bladet startede som månedsblad, blev et fjortendagesblad i 1956 og eksisterer stadig i dag som ugeblad, hvad det blev i 1959. Det blev udgivet af Gutenberghus, senere Egmont, der under dette navn stadig udgiver bladet. Den faste oversætter fra starten til 1981 var Sonja Rindom.

## Historie
Fra start af og i en lang årrække startede det med en 10-siders historie om Anders And, som regel skrevet og tegnet af Carl Barks, den regel blev kun sjældent brudt. Første historie var om Anders And som brandmand, den historie har rekorden af at være den mest genoptrykte, da den altid er blevet trykt igen i forbindelse med jubilæer. Ellers indeholdt bladet en historie om Lille Stygge Ulv og en længere historie til sidst med skiftende hovedpersoner, i en lang periode var det mest Bedstemor And. Mellem disse længere historier var der flere kortere striber med Anders And, Mickey Mouse, Fedtmule og Pluto. Striberne med Anders And var som regel tegnet af Al Taliaferro, de andre af Floyd Gottfredson eller Manuel Gonzales. De første numre indeholdt også tegneserieversioner af de korte tegnefilm, men de gled stille og roligt ud.
I nr. 9/1949 – nr. 1/1950 var der for første gang en føljeton, Floyd Gottfredsons Fedtmule og Agnes. Siden, i 1959, skulle det blive fast indslag med en sådan føljeton, i starten to ad gangen. Her fik man lagt de historier ind, der ellers fyldte et helt hæfte, og som tidligere var blevet udgivet i Solohæfterne, der var blevet nedlagt i 1955.
I de første årgange var der også en lille prosafortælling om en af figurerne, den faldt ud efterhånden, og efterhånden kom der små opgaver mellem historierne som punkttegninger, små krydsord, labyrinter o.l., et indslag der siden skulle blive en af hovedingredienserne i gavehæfterne.
I 1962 begyndte man på grund af manglen på serier fra USA at lave serier selv på Gutenberghus, i løbet af 1960'erne var det disse hjemmeproducerede serier, der fyldte mere og mere. Tendensen var, at tegningerne blev mere stive og historierne mindre relaterede til virkeligheden. I 1965 gjorde Fætter Vims sin entre i bladet tegnet af Al Hubbard, han blev en rimelig populær figur og vendte ofte tilbage i samspil med forskellige figurer. I det hele taget var han typisk for den crazykomiske linje, som bladet lagde sig på disse år.
I 1970'erne fik Carl Barks en renæssance. Flere af hans ældre, aldrig før oversatte serier blev genoptrykt, og i starten troede mange fans, at det var en genoplivelse af den samme stil. Men mod slutningen af årtiet trådte han ud af anonymiteten via serien med de hvide bøger "Den Store...", som gjorde det klart hvem "den gode tegner" var.
Det fik nye tegnere til at genoplive den gamle stil, og man fyrede en del figurer fra bladet, som ikke var Barks-opfindelser, og historierne blev mere skåret over Barks-læster. Blandt de nye tegnere var bl.a. Vicar.
I dag har bladet problem med faldende salgstal og forsøger sig med at vedlægge små legetøjsgaver.
Det har stadig faldende læsertal hvilket man se på at bl.a at salger er faldet med over en ¼ på bare et år.bladet har tabt hele 50 procent fra 90.500 eksemplarer i 1999 til 43.300 i 2009.og bladet har samtidig ført en markant prisstigning(fra 19,95 2007-25,95 2010)
Dog er bladets popularitet og antallet solgte blade er tredoblet Efter et nummer hvor Anders And, Rip, Rap og Rup besøger Danmark og møder folk som Sidney Lee (Slibri Lee) og statsminister Lars Løkke Rasmussen (Lars Grynte Grismussen)

## Kritik
I et nummer af Anders And & Co. var der vedlagt en plakat, som ombudsmanden mente var skjult reklame for en af danske banks hjemmesider www.pengeby.dk.
Andre gange er bladet blevet kraftigt kritiseret for  bl.a. alt for politisk korrekte og mindre fantasifulde indhold.